# Condé-en-Brie
Condé-en-Brie település Franciaországban, Aisne megyében. Lakosainak száma 658 fő (2022. január 1.). Condé-en-Brie Celles-lès-Condé, Courboin, Monthurel, Montigny-lès-Condé, Saint-Eugène és Vallées en Champagne községekkel határos.

## Népesség
A település népességének változása:
| Lakosok száma | 592  | 609  | 591  | 633  | 650  | 667  | 685  | 708  | 691  | 658  |
|               | 1968 | 1982 | 1990 | 2006 | 2013 | 2015 | 2017 | 2019 | 2020 | 2022 |